# Opacifrons niveohalterata
Opacifrons niveohalterata är en tvåvingeart som först beskrevs av Oswald Duda 1925.  Opacifrons niveohalterata ingår i släktet Opacifrons och familjen hoppflugor. Inga underarter finns listade i Catalogue of Life.